# Maria (São Tomé)
Maria (São Tomé) é uma aldeia de São Tomé e Príncipe, localiza-se no Distrito de Lembá, ilha de São Tomé, próxima às localidades de Ribeira Funda e de Ribeira Palma Praia.